# Apozomus howarthi
Apozomus howarthi är en spindeldjursart som beskrevs av Harvey 200. Apozomus howarthi ingår i släktet Apozomus och familjen Hubbardiidae. Inga underarter finns listade i Catalogue of Life.